# Волчье (Добровский район)
Во́лчье — село Добровского района Липецкой области. Центр Волченского сельсовета. Стоит на левом берегу реки Делеховки. Здесь же в неё впадает небольшая степная речка.
Возникло в XVIII веке. В документах 1782 года упоминается село Волчье с сельцом Делеховским.
Название — по водившимся в здешнем лесу волкам. Возможно также, что топоним связан с диалектным словом волчик, что означает овраг, расширяющийся к устью.
В Волчьем есть церковь Сергия Радонежского (1864, ). В 1905 году в селе был построен первый железобетонный мост в Тамбовской губернии (и один из первых в России).
В селе в настоящее время овцеводством не занимаются.
В селе Волчье традиционно на праздник Святой Троицы, первое воскресенье июня, проводится этнографический праздник «Волченские узоры». На дорожках и тропинках из разноцветного песка высыпают красивые узоры. Традиция внесена в Федеральный реестр нематериального наследия РФ.

## Население
| 2006 | 2010 |
| ---- | ---- |
| 936  | ↘857 |

## Часовой пояс
Село Волчье, как и вся Липецкая область, находится в часовой зоне МСК (московское время). Смещение применяемого времени относительно UTC составляет +3:00